# Giovanni Battista Lampugnani
Giovanni Battista Lampugnani (Milà, 1708 aprox. - Milà, 2 de juny de 1788) fou un compositor i clavecinista italià.

## Biografia
Descendent d'una família burgesa, va rebre classes de música a la seva ciutat natal. El 26 de desembre de 1732 es va estrenar la seva primera òpera al Teatro Regio Ducale de Milà, Candace. En els anys següents va viatjar a Itàlia amb la finalitat de veure representades les seves obres: va ser a Venècia, Piacenza, Pàdua, Vicenza, Roma, Crema (Llombardia), i Gènova. El 1738 se li va encomanar la tasca de redactar la música sacra per a l'Ospedale della Pietà de Venècia.
El 1743 va obtenir el lloc, en substitució de Baldassare Galuppi, de compositor del Royal Theater de Londres, on estrena el 15 de novembre d'aquell any el pasticcio Rossane, una versió arranjada de l'Alessandro de Georg Friedrich Händel. Més tard, el 1744, va representar altres obres com Alfonso e Alceste. El 1745 va haver de tornar a Itàlia i va ser substituït per Christoph Willibald Gluck.
Després de la seva tornada d'Anglaterra, des de 1745 a 1751, emprèn un segon viatge per posar en escena les seves obres per ciutats italianes. El juny de 1745 va ser de Semiramide a Pàdua, 20 de gener de 1746 a Milà Il gran Tamerlano i després a Venècia, Florència, Reggio Emilia, Torí, Gènova i Piacenza.
Durant el decenni dels 50 va tornar a l'estranger. El 1753 es trobava a Barcelona per a la posada en escena de Vologeso i de nou el 1755 viatjà a Londres per estrenar Siroe el 14 de gener.
De retorn a Itàlia, probablement es va quedar per un temps a Alemanya. El 1758 va ser nomenat clavecinista del Teatro Regio de Milà, el mateix any en què va estar representat Il re pastore i la seva primera òpera còmica, Le cantatrici, amb llibret de Carlo Goldoni. En aquest període es va trobar amb Johann Christian Bach, organista a la Catedral de Milà, i Giovanni Battista Martini. Després d'haver escrit altres drammi giocosi, sobretot per al teatre de Milà, finalitza el 1769 a Torí la seva carrera operística amb el dramma semiserio L'illustre villanella. Més tard es va dedicar gairebé exclusivament a la composició de música instrumental (tres sonates, concerts, simfonies).
El 1770 va ajudar els cantants en els assajos per la representació de Mitridate, re di Ponto del jove Wolfgang Amadeus Mozart. El 1778 fou el clavecinista en la inauguració del Teatro alla Scala.

## Obres
Òperes
- Candace (dramma per musica, llibret de Domenico Lalli, da Francesco Silvani, 1732, Milà)
- Antigono (dramma per musica, llibret de G. Marizoli, 1736, Milà)
- Arianna e Teseo (dramma per musica, llibret de Pietro Pariati, 1737, Alessandria)
- Ezio (dramma per musica, llibret de Pietro Metastasio, 1737, Venècia)
- Demofoonte (dramma per musica, llibret de Bartolomeo Vitturi, da Pietro Metastasio, 1738, Piacenza)
- Angelica (dramma per musica, llibret de C. Vedova, da Ludovico Ariosto, 1738, Venècia)
- Didone abbandonata (dramma per musica, llibret de Pietro Metastasio, 1739, Pàdua)
- Adriano in Siria (dramma per musica, llibret de Pietro Metastasio, 1740, Vicenza)
- Semiramide riconosciuta (dramma per musica, llibret de Pietro Metastasio, 1741, Roma)
- Arsace (dramma per musica, llibret d'Antonio Salvi, 1741, Crema)
- Farasmane, re di Tracia (dramma per musica, 1743. Gènova)
- Alfonso (dramma per musica, llibret de Paolo Antonio Rolli, da Stefano Benedetto Pallavicino, 1744, Londres)
- Alceste (dramma per musica, llibret de Paolo Antonio Rolli, revisione di Demetrio di Pietro Metastasio, 1744, Londres)
- Semiramide (dramma per musica, 1745, Pàdua)
- Il gran Tamerlano (dramma per musica, llibret de Agostino Piovene, 1746, Milà)
- Tigrane (dramma per musica, llibret de Carlo Goldoni, revione di Virtù trionfante dell'amore e dell'odio di Antonio Salvi, 1747, Venècia)
- L'olimpiade (dramma per musica, llibret de Pietro Metastasio, 1748, Pàdua)
- Andromaca (dramma per musica, llibret d'Antonio Salvi, 1748, Torí)
- Artaserse (dramma per musica, llibret de Pietro Metastasio, 1749, Milà)
- Alessandro sotto le tende di Dario (dramma per musica, llibret de G. Riviera, 1751, Piacenza)
- Vologeso, re de Parti (dramma per musica, 1752, Gènova)
- Vologeso (dramma per musica, llibret de Apostolo Zeno, 1753, Barcelona)
- Siroe, re di Persia (dramma per musica, llibret de Pietro Metastasio, 1755, Londres)
- Il re pastore (dramma per musica, llibret de Pietro Metastasio, 1758, Milà)
- Le cantatrici (dramma giocoso, llibret de Carlo Goldoni, 1758, Milà)
- Il conte Chicchera (dramma giocoso, llibret de Carlo Goldoni, 1759, Milà)
- La contessina (dramma giocoso, llibret de Carlo Goldoni, 1759, Milà)
- Amor contadino (dramma giocoso, llibret de Carlo Goldoni, 1760, Venècia)
- Enea in Italia (dramma per musica, llibret de Giacomo Francesco Bussani, 1763, Palerm)
- L'illustre villanella (dramma semiserio, 1769, Torí)

Simfonies
- 6 sinfonie:
  - simfonia núm. 1 in la per a corda
  - simfonia núm. 2 in re major per a 2 trompes i corda
  - simfonia núm. 3 in la major per a 2 oboès i corda
  - simfonia núm. 4 in re major per a 2 trompes i corda
  - simfonia núm. 5 in re major per a 2 oboès, 2 trompes i corda
  - simfonia núm. 6 in re major per a 2 trompes i corda
- 3 sinfonie:
  - simfonia núm. 1 in re major per a 2 trompetes i corda
  - simfonia núm. 2 in re major per a 2 trompes i corda
  - simfonia núm. 3 in si major per a corda
- Sinfonia per l'òpera Semiramide riconosciuta

Concerts
- Dos concerts per a dues flautes travesseres:
  - concert núm. 1 en sol major per a 2 flautes, 2 trompes i corda
  - concert núm. 2 en re major per a 2 flautes i corda
- Tres concerts per a clavicèmbal (en do major, en fa major, en si major)
- Concerto a più strumenti con clavicembalo obbligato

Sonates
- Sis sonates per a 2 violins i baix continu, op. 1 (en la major, en si major, en la major, en re major, en mi major, en sol major)
- Sis sonates per a 2 violins i baix continu, op. 2 (en sol major, en la major, en si major, en la major, en re major, en la major)
- Tres sonates per a 2 violins i baix continu (en mi major, en la major, en fa major)
- Sonata en re major per a 2 violins i baix continu
- Sonata a 3 en re major
- Sonata en sol major per a 2 flautes i baix continu